# Adorn
"Adorn" é uma canção gravada pelo cantor e compositor norte-americano Miguel. Foi lançada na loja digital iTunes Store a 7 de Agosto de 2012, como o primeiro do seu segundo álbum de estúdio, Kaleidoscope Dream. Uma versão mais curta da canção já tinha sido incluída em Art Dealer Chic, Vol. 1, uma mixtape de Miguel lançada em 7 de fevereiro desse mesmo ano. Composta e produzida apenas pelo cantor, é uma música do género musical rhythm and blues (R&B) com influências do electro-soul que fala sobre um indivíduo que pede à sua amante para deixar o seu amor adorná-la.
"Adorn" foi bem recebida pelos críticos especialistas em música contemporânea, com Erin Thompson, do Seattle Weekly, dizendo que "Miguel fez uma boa escolha de metáfora no refrão". Nos Estados Unidos, a música atingiu o número 17 da tabela musical Billboard Hot 100 e o primeiro posto na Hot R&B/Hip-Hop Songs, tornando-se no segundo número um do artista nessa tabela e na sua canção mais bem-sucedida.

## Alinhamento de faixas
| Download digital |         |                 |              |         |  |
| N.º              | Título  | Compositor(es)  | Produtor(es) | Duração |  |
| 1.               | "Adorn" | Miguel Pimentel | Miguel       | 3:18    |  |

| Remix oficial — Download digital |                                           |                                 |              |         |  |
| N.º                              | Título                                    | Compositor(es)                  | Produtor(es) | Duração |  |
| 1.                               | "Adorn" (com participação de Wiz Khalifa) | Miguel Pimentel, Cameron Thomaz | Miguel       | 3:47    |  |

| Remix oficial (Versão explícita) — Download digital |                                           |                                 |              |         |  |
| N.º                                                 | Título                                    | Compositor(es)                  | Produtor(es) | Duração |  |
| 1.                                                  | "Adorn" (com participação de Wiz Khalifa) | Miguel Pimentel, Cameron Thomaz | Miguel       | 3:47    |  |

## Desempenho nas tabelas musicais
| País — Tabela musical (2012)                                 | Posição de pico |
| ------------------------------------------------------------ | --------------- |
| Estados Unidos — Billboard Hot 100                           | 17              |
| Estados Unidos — Pop Songs (Billboard)                       | 40              |
| Estados Unidos — Hot R&B/Hip-Hop Songs (Billboard)           | 1 (4×)          |
| França — Syndicat National de l'Édition Phonographique       | 187             |
| Reino Unido — UK Singles Chart (The Official Charts Company) | 173             |

## Histórico de lançamento
| Região         | Data                | Estação de rádio      | Editora discográfica |
| -------------- | ------------------- | --------------------- | -------------------- |
| Estados Unidos | 7 de Agosto de 2012 | Rhythmic contemporary | RCA Records          |